# Congregação Brasileira dos Cistercienses
A Congregação Brasileira dos Cistercienses é uma Congregação monástica da Ordem de Cister, fundada em 29 de dezembro de 1961 pelo Papa João XXIII. Suas Constituições foram aprovadas pela Santa Sé em 7 de março de 1988. Dom Athanásio Merkle foi o primeiro Abade Presidente. São parte da Congregação os Mosteiros de Itaporanga - SP, Itatinga - SP, Jequitibá (Mundo Novo) - BA, Itararé - SP, Santa Cruz de Monte Castelo - PR e Campo Grande - MS.

## História

### Ereção e presidência
Foi erigida pela Santa Sé com o Breve Apostólico n.º 27/62 de 29 de dezembro de 1961, pelo Papa São João XXIII, com o nome de “Congregatio Sanctæ Crucis in Brasilia” (Congregação da Santa Cruz) e, desde a promulgação das Constituições de 1988, traz o nome de Congregação Brasileira dos Cistercienses.

[...] No sábado, dia 6 de maio de 1961, foi celebrada solene missa ao Div. Esp. Santo. Às 10h começou a primeira sessão do Capítulo sob a presidência do Abade Geral D Sigardo Kleiner, e presentes os abades Atanasio Merkle de Itaporanga, Roberto Fluck de Itatinga e Antonio Moser de Jequitibá sendo notários Pe. Prior Adolfo Lukasser e Pe. Subprior Reinaldo Stieger. Após a introdução e explicação da significação de uma "Congregação" na Ordem cisterciense por parte do Abade Geral foram apreciados os estatutos já aceitos pelas congregações da Áustria, de Mehrerau e da Polonia. [...] Em seguida se procedeu a eleição do Presidente da nova Congregação. Foi eleito no primeiro escrutínio o Revmo. Dom Atanasio Merkle, abade de Itaporanga e como primeiro assistente o abade Antonio Moser de Jequitibá e como segundo o abade Roberto Fluck de Itatinga. Como título escolheu-se o nome: "Congregatio Brasiliensis a S. Cruce" isto porque Brasil é a "Terra da S. Cruz".

Dom Atanásio Merkle foi designado como o primeiro Abade Presidente da Congregação de modo que, a partir deste momento, a Abadia de Itaporanga - SP, bem como as demais abadias cistercienses de origem alemã no Brasil, deixavam de ser componentes da Congregação de Mehrerau (Augia Maiore).
Por ocasião da edificação da Congregação Brasileira dos Cistercienses foi eleito Dom Abade Athanásio Merkle o seu primeiro presidente. Novamente reunida em julho de 1970, a Congregação Brasileira dos Cistercienses, desta vez tendo como observador o Padre Prior do Mosteiro de São José do Rio Pardo e a Abadessa do Mosteiro Feminino de Nossa Senhora de Fátima, foi votada e aprovada a nova constituição da congregação. Diante da renúncia do Abade-presidente Dom Athanásio Merkle, foi realizada juntamente com a aprovação da nova constituição, a eleição do novo abade-presidente, sendo o escolhido Dom Roberto Fluck, abade de Itatinga.
Após a presidência passar por Dom Roberto Fluck durante certo tempo, o Abade Presidente da Congregação passou a ser o mesmo Abade do Mosteiro de Jequitibá, que ficou revezando os períodos de mandato no cargo com Dom Estevam Stork, não oficialmente. Após a renúncia de Dom Antonio Moser ao abaciado de Jequitibá - o qual teve duração de 46 anos -, o seu sucessor em Jequitibá, Dom Meinrad Schröger, teve uma conversa pessoal, de foro íntimo, com o então Abade Geral Dom Maurus Esteva Alsina, sobre dois pontos principais: a dificuldade de assumir a presidência por causa de sua saúde fragilizada naquele momento e a dificuldade que teria com as visitas canônicas devido a distância do mosteiro de Jequitibá em relação aos demais da Congregação. Portanto, a abadia de Itaporanga passou a sediar a Congregação sendo o seu Abade o mesmo desta, agora eleito oficialmente para o cargo em 2004.
Essa Congregação é muito ativa, desde o ponto de vista pastoral. Desde 2004, o abade de Itaporanga se torna automaticamente no Presidente da Congregação.
Ao final do abaciado de Dom Estevam, foi eleito Dom Luís Alberto Ruas Santos como novo Abade da Abadia de Nossa Senhora da Santa Cruz assumindo assim, igualmente, a presidência da Congregação até a sua renúncia ao abaciado de Itaporanga em 2011.
Atualmente Dom Mauro-Giuseppe Lepori, Abade Geral da Ordem, está assumindo o cargo na condição de Abade Pró-Presidente da Congregação Brasileira.

### Algumas resoluções históricas dos Capítulos
Tendo em vista as futuras despesas financeiras geradas pelas reuniões Capitulares e demais necessidades da nova Congregação, desde o seu início, antes da sua ereção canônica, os abades capitulares reunidos no Capítulo de Criação em maio de 1961, em Jequitibá, já pensavam e planejaram uma forma de subsistência da mesma, criando um patrimônio próprio para esta.
Em vista das grandes despesas com as viagens das visitas canonicas foi resolvido criar um patrimonio da Congregação Brasileira na forma de bois de engorda. A Abadia de Jequitibá prontificou-se de engordar estes bois gratuitamente em seus pastos. Resolveu-se que cada abadia entraria a princípio, com 2 bois. Esta ideia criou bastante hilaridade observando o Abade Geral que então a Congregação Brasileira consistia de 3 Abades e 6 bois.
Foi no segundo Capítulo da Congregação, realizado no Mosteiro de Itaporanga em cinco de julho dos anos setenta, mais precisamente na segunda sessão do dia 6 no mesmo mês, que foi proposto o seguinte:
O Abade de Jequitibá propôs ao Capítulo que na Congregação fôsse adoptado o tratamento do têrmo "Irmão" a todos os não-sacerdotes, e "Padre" aos sacerdotes, deixando, porém, essa adopção a cargo do Capítulo Conventual.
Posteriormente, essa proposta de D. Antonio Moser foi aprovada pelos capitulares e anexada às Atas como uma das decisões oficiais deste Capítulo:
5. Chamar todos os religiosos-sacerdotes desta Congregação pelo título de "Padre" e todos os não-sacerdotes de "Irmão".

## Mosteiros incorporados
A Congregação Brasileira dos Cistercienses é uma Congregação Monástica da Ordem Cisterciense, segundo o que estabelece o Direito Universal, as Constituições da Ordem e as suas Constituições próprias. Constitui-se de mosteiros sui iuris, enquanto tal, goza de personalidade jurídica colegiada. Está formada pela união das seguintes Abadias:
- Masculinas: Abadia de Nossa Senhora da Assunção de Hardehausen-Itatinga, SP; Abadia de Nossa Senhora da Santa Cruz em Itaporanga, SP e Abadia de Nossa Senhora Mãe do Divino Pastor em Jequitibá, município de Mundo Novo, BA.

- Femininas: Abadia de Nossa Senhora de Fátima em Itararé, SP; Abadia de Nossa Senhora da Santa Cruz do Monte Castelo em Santa Cruz de Monte Castelo, PR e Abadia de Nossa Senhora Aparecida em Campo Grande, MS.

Com as demais Congregações Cistercienses formam a Ordem Cisterciense.

## Finalidade
A Congregação tem por finalidade:
- Promover o aprofundamento do espírito religioso monástico, a fim de que a vida Cisterciense tenha vigor e dê bons frutos nos mosteiros, na Igreja e no mundo;
- Promover uma autêntica vivência da Regra de São Bento e da Tradição Cisterciense;
- Conjugar os esforços comuns no sentido de que, com dinamismo e competência, seja prestado o devido serviço que a Igreja e os homens esperam dos monges.
- Desenvolver o intercâmbio entre as comunidades, especialmente no que se refere:

1. à formação integral dos seus membros;
2. à mútua ajuda de esforços pessoais;

- Promover e aperfeiçoar os trabalhos pastorais nas paróquias incorporadas ou confiadas, conforme o legado cisterciense em seu carisma e espiritualidade e às orientações da Igreja;
- Atualizar e executar um plano comum em vista de um melhor desenvolvimento no despertar, no cultivo e no acompanhamento das vocações monásticas cistercienses;
- Prestar auxílio mútuo na realização de iniciativas que ultrapassem as possibilidades dos mosteiros individualmente e em qualquer dificuldade ou calamidade.

## Normas de vida
A vitalidade da Congregação está fundamentada na vivência, por parte das comunidades, das orientações e determinações a elas prescritas. As normas que determinam a vida da Congregação são:
1. O Evangelho, como norma suprema;
2. O Magistério e as Leis da Igreja;
3. A Regra de São Bento, segundo a interpretação dada pelas Constituições da Ordem e da Congregação, pela Declaração do Capítulo Geral da Ordem, acerca dos Princípios Fundamentais da Vida Cisterciense Hodierna, tendo presente os sinais dos tempos e as profundas mudanças operadas nas condições de vida das pessoas e da Igreja;
4. As decisões do Capítulo Geral da Ordem, conforme o art. 52 e 53 da Constituição da Ordem;
5. As decisões do Capítulo da Congregação;[Nota 4][13]
6. A legítima Tradição da Ordem;
7. As orientações para vida consagrada dadas pela Conferência dos Religiosos do Brasil, desde que essas não sejam divergentes à identidade da vida monástica.

## Abades Presidentes
|     | Presidente                   | Abadia de origem | Período      | Notas |
| --- | ---------------------------- | ---------------- | ------------ | --- |
| 1.º | Dom Atanásio Merkle          | Itaporanga       | 1961 – 1970  | Eleito já no Capítulo de Criação em maio de 1961                                                                          |
| 2.º | Dom Roberto Fluck            | Itatinga         | 1970 – 1977  | Eleito após a renúncia do anterior, devido a saúde frágil                                                                 |
| 3.º | Dom Anton Moser              | Jequitibá        | 1977 – 1996  | Eleito. Durante seu período fez revezamento no cargo com o Abade de Itaporanga, até sua renúncia ao abaciado de Jequitibá |
| 4.º | Dom Estevam Stork            | Itaporanga       | ○○○○ – 2006  | Revezou no cargo com o Abade de Jequitibá. Em 2004 a Abadia de Itaporanga assumiu a presidência oficialmente              |
| 5.º | Dom Luis Alberto Ruas Santos | Itaporanga       | 2007 – 2011  | Sucede o antecessor |
| 6.º | Dom Mauro-Giuseppe Lepori    | Hauterive, Suíça | 2011 – Atual | Abade Geral. Torna-se Pró-Presidente após renúncia do antecessor                                                          |